# رودریگو ایسکو
رودریگو ایسکو (انگلیسی: Rodrigo Izco؛ زادهٔ ۱۷ اکتبر ۱۹۹۴) بازیکن فوتبال اهل آرژانتین است.